# Dolannes mélodie
Singles de Jean-Claude Borelly
Le Concerto de la mer
(1975)
Dolannes mélodie est une composition instrumentale d'easy listening de Paul de Senneville et Olivier Toussaint, interprétée à la trompette par Jean-Claude Borelly. C'est le thème principal du film Un linceul n'a pas de poches de 1974. 
La composition sort en 45 tours en mai 1975 et connaît un succès important en Europe, en Amérique du Sud et au Japon et se vend à plus de 5 millions d'exemplaires dans le monde. Elle atteint notamment la première place en Allemagne de l'Ouest, en Autriche, en Belgique, au Brésil, en France, au Mexique et en Suisse. Elle est nommée aux César de 1976 dans la catégorie « meilleure musique originale ». 
Sur les pochettes de certains 45 tours, les compositeurs de la chanson, Paul de Senneville et Olivier Toussaint, sont indiqués comme étant les artistes principaux,.

## Contexte et réception
En 1975, Jean-Claude Borelly est remarqué par le compositeur Paul de Senneville, qui compose alors avec Olivier Toussaint la musique du film Un linceul n'a pas de poches réalisé par Jean-Pierre Mocky, dont la composition Dolannes mélodie. Jean-Claude Borelly enregistre ensuite le morceau interprété à la trompette qui sert de thème principal du film. Il est sorti l'année suivante, en mai, en 45 tours et rencontre le succès dans plusieurs pays d'Europe, d'Amérique du Sud ainsi qu'au Japon,. Le 45 tours s'est vendu au total à plus de 5 millions d'exemplaires à travers le monde. En 1976, lors de la première cérémonie des César le 3 avril à Paris, le morceau est nommé dans la catégorie « meilleure musique originale »,,.
Dans une interview accordée au journal Le Dauphiné libéré en 2013, Jean-Claude Borelly explique le succès de Dolannes mélodie : « La raison vient sans doute du fait qu’il y avait très longtemps qu’on n’avait pas entendu de morceau joué à la trompette et que la mélodie était facile à retenir ». 

## Liste des titres
| A. | Dolannes mélodie                | 3:30 |
| B. | Dolannes mélodie (flûte de pan) | 3:30 |

## Crédits
- Olivier Toussaint – musique
- Paul de Senneville – musique
- Jean-Claude Borelly – trompette
- Hervé Roy – arrangements
- Michel Laguens – photographie

Crédits adaptés des notes de la pochette.

## Classements
| Classement (1975–76)                    | Meilleure position |
| --------------------------------------- | ------------------ |
| Afrique du Sud (Springbok Top 20)       | 2                  |
| Allemagne de l'Ouest (Media Control)    | 1                  |
| Autriche (Ö3 Austria Top 40)            | 1                  |
| Belgique (Flandre Ultratop 50 Singles)  | 4                  |
| Belgique (Wallonie Ultratop 50 Singles) | 1                  |
| Brésil (Record World)                   | 1                  |
| Canada (Top Singles)                    | 13                 |
| États-Unis (Bubbling Under Hot 100)     | 107                |
| États-Unis (Easy Listening)             | 15                 |
| France (SNEP)                           | 1                  |
| Mexique (Ortiz-Mexico)                  | 1                  |
| Pays-Bas (Nederlandse Top 40)           | 3                  |
| Pays-Bas (Nationale Hitparade)          | 4                  |
| Nouvelle-Zélande (RMNZ)                 | 44                 |
| Suisse (Schweizer Hitparade)            | 1                  |

| Classement (1975)              | Position |
| ------------------------------ | -------- |
| Belgique (Flandre Ultratop)    | 2        |
| France (SNEP)                  | 4        |
| Pays-Bas (Nederlandse Top 40)  | 39       |
| Pays-Bas (Nationale Hitparade) | 59       |
| Suisse (Schweizer Hitparade)   | 6        |

| Classement (1976)                    | Position |
| ------------------------------------ | -------- |
| Allemagne de l'Ouest (Media Control) | 23       |
| Autriche (Ö3 Austria Top 40)         | 2        |